# Думбрія
Думбрія (гал. Dumbría, ісп. Dumbría) — муніципалітет в Іспанії, у складі автономної спільноти Галісія, у провінції Ла-Корунья. Населення — 3751 осіб (2009).
Муніципалітет розташований на відстані близько 534 км на північний захід від Мадрида, 72 км на південний захід від Ла-Коруньї.
Муніципалітет складається з таких паррокій: Бердеогас, Бушантес, Думбрія, Есаро, Ольвейра, Ольвейроа, Сальгейрос.

## Демографія
Динаміка населення (INE ):

## Галерея зображень

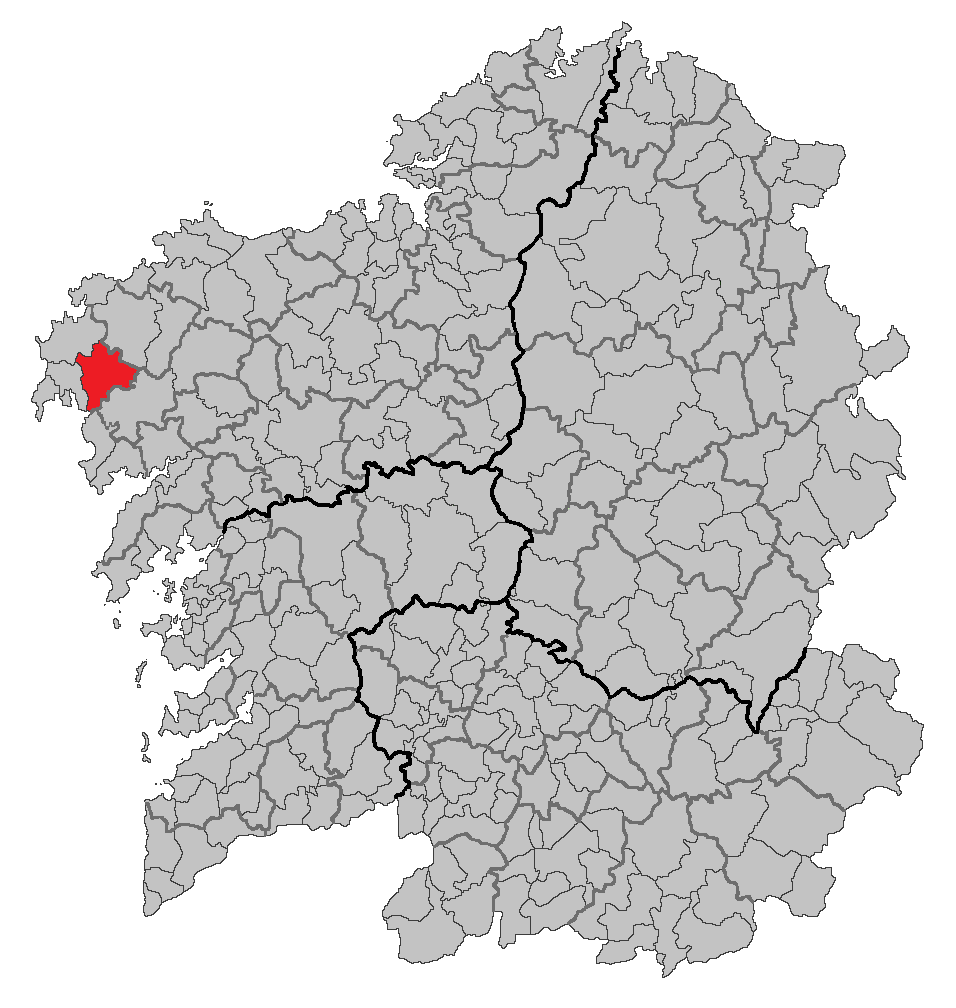
Розташування муніципалітету